# Otto Heller
Pour les articles homonymes, voir Heller.
Otto Heller (membre de la BSC), est un directeur de la photographie britannique d'origine tchèque, né Ota Heller le 8 mars 1896 à Prague (République tchèque ; alors Autriche-Hongrie) et décédé le 19 février 1970 à Londres (Angleterre).

## Biographie
Otto Heller débute comme chef opérateur en 1918, dans son pays natal, et jusqu'aux années 1930, contribue principalement à des films tchèques (muets, puis parlants) réalisés par ses compatriotes Karl Anton, Karel Lamač, Gustav Machatý et Jan Sviták, entre autres. Face aux menaces d'invasion par les nazis, il quitte la Tchécoslovaquie en 1938 et se partage entre la France et les Pays-Bas puis, avec la guerre, se réfugie en 1940 au Royaume-Uni, où il s'installe définitivement (il obtient d'ailleurs la citoyenneté britannique en 1945). Il exerce alors sur des films britanniques, un film américain (Le Corsaire rouge de Robert Siodmak en 1952, avec Burt Lancaster et Nick Cravat), ou encore des coproductions (ex. : La Blonde et le Shérif, film américano-britannique de Raoul Walsh, avec Kenneth More et Jayne Mansfield, en 1958), ainsi qu'un film suisse en 1960 (Les Eaux saintes). Sa carrière se referme en 1969 sur deux-cent-quarante films environ, depuis ses débuts. Son dernier film est Bloomfield de Richard Harris (avec Harris et Romy Schneider), sorti en 1971, plus d'un an après sa mort.
Avant son exil britannique en 1940, outre des films tchèques, Otto Heller collabore aussi, à partir de la fin des années 1920, à des films allemands, autrichiens, néerlandais, britanniques (dès 1936) et français (ex. : Le Mari rêvé de Roger Capellani, avec Pierre Brasseur et Arletty, en 1936 ; L'Enfer des anges de Christian-Jaque, tourné en 1939, mais sorti en 1941, avec Louise Carletti et Jean Claudio), sans compter là encore des coproductions.
Durant sa période britannique, il travaille notamment aux côtés des réalisateurs Basil Dearden (ex. : La Victime en 1961, avec Dirk Bogarde et Dennis Price), Sidney J. Furie (ex. : Ipcress, danger immédiat en 1965, avec Michael Caine et Nigel Green), Lewis Gilbert (ex. : Alfie le dragueur en 1966, avec Michael Caine et Shelley Winters), Laurence Olivier (Richard III en 1955, avec Olivier, Cedric Hardwicke et John Gielgud) et Michael Powell (Le Voyeur en 1960, avec Carl Boehm et Anna Massey), pour ne citer qu'eux.
Ipcress - Danger Immédiat permet à Otto Heller de gagner en 1966 le British Academy Film Award de la meilleure photographie (il obtient une seconde nomination l'année suivante, pour Alfie le dragueur).

## Filmographie partielle
- 1919 : Vzteklý zenich de Karel Lamač
- 1922 : Poslední polibek de Karl Anton
- 1923 : Únos bankére Fuxe de Karl Anton
- 1926 : Dobrý voják Svejk de Karel Lamač
- 1927 : La Sonate à Kreutzer (Kreutzerova sonáta) de Gustav Machatý
- 1928 : Suzy Saxophone (Saxophon-Susi) de Karel Lamač
- 1929 : Le Dernier Masque (Hríchy lásky) de Karel Lamač
- 1930 : Anny chauffeur (Eine Freundin so goldig wie du) de Karel Lamač
- 1930 : Das Kabinett des Dr. Larifari de Robert Wohlmuth
- 1930 : Anny... music-hall (Die vom Rummelplatz) de Karel Lamač
- 1931 : Monsieur le maréchal de Karel Lamač (+ version en allemand, Der falsche Feldmarschall)
- 1931 : Dactylo de Wilhelm Thiele
- 1931 : La Chauve-Souris de Pierre Billon et Karel Lamač (+ version en allemand, Die Fledermaus)
- 1932 : Simone est comme ça de Karl Anton
- 1932 : Lelícek ve sluzbách Sherlocka Holmese de Karel Lamač
- 1932 : Une nuit au paradis de Pierre Billon et Karel Lamač (+ version en allemand, Eine Nacht im Paradies)
- 1932 : Faut-il les marier ? de Pierre Billon et Karel Lamač
- 1932 : Criez-le sur les toits de Karl Anton
- 1933 : Baby de Pierre Billon et Karel Lamač (version en français ; + version en allemand, même titre)
- 1933 : La Fille du régiment de Pierre Billon et Karel Lamač (+ version en allemand, Die Tochter des Regiments)
- 1934 : Polská krev de Karel Lamač
- 1934 : L'Amour en cage de Jean de Limur et Karel Lamač (+ version en allemand, Die vertauschte Braut)
- 1934 : Anita v ráji de Jan Sviták
- 1935 : Der junge Graf de Karel Lamač
- 1936 : Na tý louce zelený de Karel Lamač
- 1936 : Le Mari rêvé de Roger Capellani
- 1936 : Dreams Come True
- 1936 : Port-Arthur de Nicolas Farkas (version en français ; + version en allemand, même titre)
- 1937 : Secret Lives d'Edmond T. Gréville
- 1937 : Le monde est à nous de Martin Frič
- 1937 : Duvod k rozvodu de Karel Lamač
- 1938 : Tretí zvonení de Jan Sviták
- 1938 : La Vierge folle d'Henri Diamant-Berger
- 1938 : Veertig jaren de Johan De Meester et Edmond T. Gréville
- 1939 : De spooktrein de Karel Lamač
- 1939 : Morgen gaat't beter ! de Friedrich Zelnik
- 1940 : Menaces d'Edmond T. Gréville (tourné en 1938)
- 1940 : L'Empreinte du dieu de Léonide Moguy (tourné en 1939)
- 1940 : De Mayerling à Sarajevo de Max Ophüls (tourné en 1939)
- 1940 : Le Grand Élan de Christian-Jaque (tourné en 1939)
- 1941 : L'Enfer des anges de Christian-Jaque (tourné en 1939)
- 1942 : Soyez les bienvenus de Jacques de Baroncelli (tourné en 1940)
- 1942 : Alibi (titre original) de Brian Desmond Hurst
- 1943 : Contre-espionnage (They met in the Dark) de Karel Lamač
- 1944 : The Hundred Pound Window de Brian Desmond Hurst
- 1945 : Vingt-quatre Heures de perm' de Maurice Cloche (tourné en 1940)
- 1945 : I Live in Grosvenor Square d'Herbert Wilcox
- 1947 : Le Port de la tentation (Temptation Harbor) de Lance Comfort
- 1947 : Je suis un fugitif (They made Me a Fugitive) d'Alberto Cavalcanti
- 1948 : Noose d'Edmond T. Gréville
- 1949 : Golden Arrow de Gordon Parry
- 1950 : Peppino e Violetta de Maurice Cloche (+ version en anglais, The Small Miracle, coréalisée par Ralph Smart)
- 1951 : I'll Get You for This (en) de Joseph M. Newman
- 1952 : Le Corsaire rouge (The Crimson Pirate) de Robert Siodmak
- 1952 : L'Homme qui regardait passer les trains (The man who watched the trains go by) d'Harold French
- 1954 : Les hommes ne comprendront jamais (The Divided Heart) de Charles Crichton
- 1954 : Casaque arc-en-ciel (The Rainbow Jacket) de Basil Dearden
- 1954 : Le Roi des îles (His Majesty O'Keefe) de Byron Haskin
- 1955 : Tueurs de dames (The Ladykillers) d'Alexander Mackendrick
- 1955 : Richard III de Laurence Olivier
- 1957 : La Vérité sur les femmes (The Truth About Women) de Muriel Box
- 1957 : L'Étranger amoureux (A Passionate Stranger) de Muriel Box
- 1958 : La Blonde et le Shérif (The Sheriff of Fractured Jaw) de Raoul Walsh
- 1959 : Visa pour Hong Kong (Ferry to Hong Kong) de Lewis Gilbert
- 1960 : Le Voyeur (Peeping Tom) de Michael Powell
- 1960 : L'Orphelin et son chien (A Dog of Flanders) de James B. Clark
- 1960 : Les Eaux saintes ou Les Eaux saintes du Valais (An heiligen Wassern) d'Alfred Weidenmann
- 1960 : La Blonde et les Nus de Soho (Too Hot to Handle) de Terence Young
- 1961 : La Victime (Victim) de Basil Dearden
- 1961 : Le Cavalier noir (The Singer Not the Song) de Roy Ward Baker
- 1963 : West 11 de Michael Winner
- 1962 : Accusé, levez-vous (Life for Ruth) de Basil Dearden
- 1962 : La Belle des îles (Tiara Tahiti) de Ted Kotcheff
- 1962 : Lumière sur la piazza (Light in the Piazza) de Guy Green
- 1964 : Les Maléfices de la momie (The Curse of the Mummy's Tomb) de Michael Carreras
- 1964 : La Femme de paille (Woman of Straw) de Basil Dearden
- 1965 : Ipcress, danger immédiat (The Ipcress File) de Sidney J. Furie
- 1965 : Doubles masques et agents doubles (Masquerade) de Basil Dearden
- 1966 : Mes funérailles à Berlin (Funeral in Berlin) de Guy Hamilton
- 1966 : Alfie le dragueur (Alfie) de Lewis Gilbert
- 1967 : Qu'arrivera-t-il après ? (I'll never forget what's'isname) de Michael Winner
- 1967 : Chantage au meurtre (The Naked Runner) de Sidney J. Furie
- 1968 : Duffy, le renard de Tanger (Duffy) de Robert Parrish
- 1971 : Bloomfield de Richard Harris (tourné en 1969)

## Récompense
- British Academy Film Award de la meilleure photographie :
  - En 1966, catégorie couleur, pour Ipcress, danger immédiat (gagné) ;
  - Et en 1967, catégorie couleur, pour Alfie le dragueur (nomination).